# Herman et Katnip

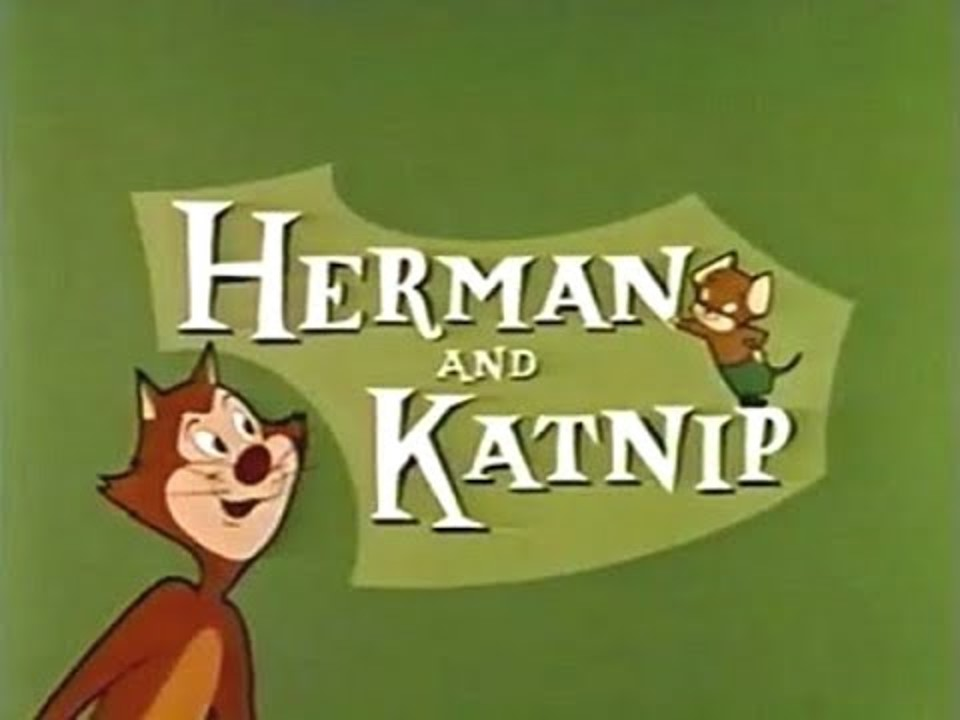
Titre de la série avec les personnages.

Herman et Katnip est un duo de personnages de cartoon créé par Seymour Kneitel. Herman la souris et Katnip le chat sont au centre de courts métrages d'animation produits par les Famous Studios, entre 1944 et 1959. Arnold Stang prête sa voix à Herman alors que Katnip est doublé par Sid Raymond.

## Distribution
- Arnold Stang : Herman la souris
- Sid Raymond : Katnip le chat
- Jack Mercer : Henry le coq, Herman (dans 2 films), Katnip (dans 5 films) et autres personnages
- Jackson Beck : Herman (dans 1 film) et autres personnages
- Carl Meyer : plusieurs personnages
- Mae Questel : Louise la souris, Princesse Guenièvre, Chubby et autres personnages
- Alan Shay : plusieurs personnages

## Films de la série

### Herman et Henry (1944-1946)
| Film                  | Date de diffusion | Réalisateur     |
| --------------------- | ----------------- | --------------- |
| The Henpecked Rooster | 18 février 1944   | Seymour Kneitel |
| Scrappily Married     | 30 mars 1945      | Seymour Kneitel |
| Sudden Fried Chicken  | 18 octobre 1946   | Bill Tytla      |

### Avec Herman seul (1946-1950)
| Film              | Date de diffusion | Réalisateur     |
| ----------------- | ----------------- | --------------- |
| Cheese Burglar    | 22 février 1946   | Izzy Sparber    |
| Naughty But Mice  | 10 octobre 1947   | Seymour Kneitel |
| Campus Capers     | 1er juillet 1949  | Seymour Kneitel |
| Saved By the Bell | 15 septembre 1950 | Seymour Kneitel |

### Avec Katnip seul (1952)
| Film              | Date de diffusion | Réalisateur  |
| ----------------- | ----------------- | ------------ |
| City Kitty        | 18 juillet 1952   | Izzy Sparber |
| Feast and Furious | 26 décembre 1952  | Izzy Sparber |

### Série Herman et Katnip dans Noveltoons (1950-1952)
| Film                   | Date de diffusion | Réailsateur     |
| ---------------------- | ----------------- | --------------- |
| Mice Meeting You       | 10 novembre 1950  | Seymour Kneitel |
| Mice Paradise          | 9 mars 1951       | Izzy Sparber    |
| Cat Tamale             | 9 novembre 1951   | Seymour Kneitel |
| Cat Carson Rides Again | 4 avril 1952      | Seymour Kneitel |

### Série Herman et Katnip (1952-1959)

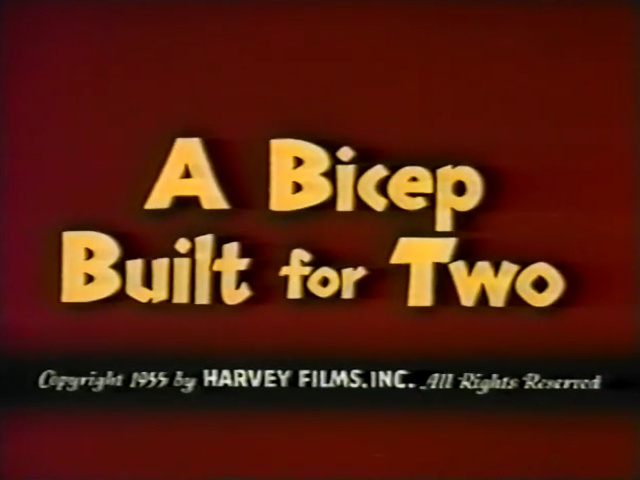
A Bicep Built for Two (1955).

| Film                  | Date de diffusion | Réalisateur     |
| --------------------- | ----------------- | --------------- |
| Mice-Capades          | 3 octobre 1952    | Seymour Kneitel |
| Of Mice and Magic     | 20 février 1953   | Izzy Sparber    |
| Herman the Cartoonist | 15 mai 1953       | Izzy Sparber    |
| Drinks on the Mouse   | 28 août 1953      | Dave Tendlar    |
| Northwest Mousie      | 28 décembre 1953  | Seymour Kneitel |
| Surf and Sound        | 5 mars 1954       | Dave Tendlar    |
| Of Mice and Menace    | 25 juin 1954      | Seymour Kneitel |
| Ship A-Hooey          | 20 août 1954      | Izzy Sparber    |
| Rail-Rodents          | 26 novembre 1954  | Dave Tendlar    |
| Robin Rodenthood      | 25 février 1955   | Dave Tendlar    |
| A Bicep Built for Two | 8 avril 1955      | Seymour Kneitel |
| Mouse Trapeze         | 5 août 1955       | Izzy Sparber    |
| Monsieur Herman       | 25 novembre 1955  | Dave Tendlar    |
| Mouseum               | 24 février 1956   | Seymour Kneitel |
| Will Do Mousework     | 29 juin 1956      | Seymour Kneitel |
| Moustero Herman       | 10 août 1956      | Izzy Sparber    |
| Hide and Peak         | 10 décembre 1956  | Dave Tendlar    |
| Cat in the Act        | 22 février 1957   | Dave Tendlar    |
| Sky Scrappers         | 14 juin 1957      | Dave Tendlar    |
| From Mad to Worse     | 16 août 1957      | Seymour Kneitel |
| One Funny Knight      | 22 novembre 1957  | Dave Tendlar    |
| Frighty Cat           | 14 mars 1958      | Izzy Sparber    |
| You Said a Mouseful   | 29 août 1958      | Seymour Kneitel |
| Owly to Bed           | 2 janvier 1959    | Seymour Kneitel |
| Felineous Assault     | 20 février 1959   | Seymour Kneitel |
| Fun on Furlough       | 3 avril 1959      | Seymour Kneitel |
| Katnip's Big Day      | 30 octobre 1959   | Seymour Kneitel |

### Buzzyet Katnip (1950-1954)
| Film                     | Date de diffusion | Réalisateur     |
| ------------------------ | ----------------- | --------------- |
| Sock-A-Bye Kitty         | 2 décembre 1950   | Seymour Kneitel |
| As the Crow Lies         | 1er juin 1951     | Seymour Kneitel |
| Cat-Choo                 | 12 octobre 1951   | Seymour Kneitel |
| The Awful Tooth          | 2 mai 1951        | Seymour Kneitel |
| Better Bait than Never   | 5 juin 1953       | Seymour Kneitel |
| Hair Today Gone Tomorrow | 16 avril 1954     | Seymour Kneitel |